# The Forgotten
The Forgotten (título en español: Misteriosa obsesión) es un thriller dirigido por Joseph Ruben e interpretado por Julianne Moore y Dominic West.

## Sinopsis
Telly Paretta perdió a su hijo de nueve años hace catorce meses. Desde entonces cuenta con ayuda psicológica para tratar de superarlo, pero ella se aferra insistentemente a los recuerdos de su hijo.
Un día, su memoria empieza a dar muestras de fallos, de recordar de un modo equivocado. Parece un brote psicótico que degenerará rápidamente. En apenas unos días, Telly se encuentra con que es la única persona que parece recordar a su hijo. Ni siquiera su marido parece hacerlo, ni tampoco el resto de padres que perdieron a niños en el accidente recuerdan tal accidente o haber tenido hijos.

## Trama
Telly Paretta (Julianne Moore) cree que su hijo Sam (Christopher Kovaleski) murió catorce meses atrás en un accidente de avión, pero su esposo Jim (Anthony Edwards) le dice que está delirando y que ellos nunca han tenido un hijo, y Eliot (Jessica Hecht) no parece creer en la existencia de Sam, a pesar de su cercanía con él. El Dr. Munce (Gary Sinise) le dice que Sam fue meramente un producto de su imaginación y que solo está imaginando una vida que pudo haber ocurrido. Recomienda que la envíen a un hospital, pero ella huye y conoce a un hombre llamado Ash (Dominic West), quien piensa que es el padre de una niña llamada Lauren (Kathryn Faughnan) que era amiga de Sam y murió en el mismo accidente. Al principio él la rechaza, asegurando que él nunca tuvo una hija, y llama a la policía. Después de ser detenida, él recuerda a su hija y rescata a Telly. Juntos escapan y se esconden, perseguidos por los agentes de la Agencia de Seguridad Nacional.
Telly y Ash capturan y amenazan a un agente (Lee Tergesen), quien de mala gana revela que él y otros agentes solo están "ayudándoles" con el fin de proteger la humanidad. Sin aviso, el tejado de la casa vuela y el agente, junto con el tejado, es succionado hacia el cielo (presumiblemente tomados por "ellos), y Telly y Ash huyen. Eventualmente, Telly visita al Dr. Munce de nuevo y éste revela que las desapariciones son trabajo de "ellos", y que el gobierno monitoriza sus pruebas, demasiado conscientes de que no tienen poder para impedirles hacer lo que quieran.
Munce se lleva a Telly a un aeropuerto y a un hangar en ruinas de Quest Airlines, donde le presenta a un agente de "ellos" (Linus Roache). Él le dice al agente que se terminó y que detenga el experimento, porque solo causará más daño. Pero el agente responde que no se ha terminado. Él le revela a Telly que ella ha sido parte de un experimento para probar si la conexión madre-hijo puede ser disminuida. En su caso, sus recuerdos no pueden ser totalmente borrados. Telly se resiste a negar la existencia de su hijo. El agente menciona que si él falla en borrarle la memoria, entonces él se verá como un fallo. El agente entonces la somete y la convence para pensar en el primer recuerdo que tuvo de Sam. Telly piensa en el día en que nació en el hospital, lo que le permite al agente borrar con éxito la memoria de la existencia de Sam. Mientras el agente se va, pensando que ha triunfado, el vínculo materno de Telly comienza a ir más profundo, a antes de que Sam naciera, cuando estaba embarazada, desencadenando su memoria, haciéndole recordar que ella de hecho tuvo "vida" dentro de ella en un momento. Todos sus recuerdos de Sam regresan. Antes de que el agente pueda comprender qué está pasando, parte del techo del hangar vuela repentinamente, y es abducido hasta el cielo por fallar en borrarle la memoria. Esto termina el experimento.
Telly aparece teniendo una vida normal, aunque recuerda todo lo que pasó. Se reúne con Sam en un parque. Además, en el parque está Ash, cuidando a su hija. Al igual que Sam, no tiene memoria de lo que ha pasado. Telly se presenta nuevamente, y los dos se sientan a ver a los niños jugando en el parque.

## Premios
- 2005: Premios Saturn a mejor película de ciencia ficción.
- 2005: Premios Saturn a mejor actriz.
- 2005: Premio Taurus (galardona a especialistas) por el mejor trabajo en altura.

- Datos: Q360243